# The Underfall Yard
The Underfall Yard è il sesto album in studio del gruppo rock inglese Big Big Train, pubblicato nel 2009.

## Tracce
1. Evening Star – 4:53
2. Master James of St. George – 6:19
3. Victorian Brickwork – 12:33
4. Last Train – 6:28
5. Winchester Diver – 7:31
6. The Underfall Yard – 22:45

## Formazione

### Gruppo
- Gregory Spawton – tastiere, chitarre, basso
- Nick D'Virgilio – batteria
- David Longdon – voce, flauto, tastiere, chitarre
- Andy Poole – basso, tastiere
- Dave Gregory – chitarre, sitar elettrico

### Ospiti
- Francis Dunnery – chitarra
- Jem Godfrey – sintetizzatore
- Rich Evans – corno
- Dave Desmond – trombone
- Jon Foyle – violoncello
- Nick Stones – corno francese
- Jon Truscott – tuba